# Daniel Takáč
Daniel Takáč (* 12. ledna 1971 Praha) je český moderátor a televizní zpravodaj specializující se na politiku, v České televizi moderuje pořad Studio ČT24, Události, komentáře a Interview ČT24.

## Život
Vystudoval SPŠ dopravní Praha (maturoval v roce 1989). Dále pak pokračoval na Fakultě elektrotechnické Českého vysokého učení technického v Praze (promoval v roce 1994 a získal tak titul inženýr). Již během studia působil v rozhlase.
Počínaje rokem 1991 působí v Českém rozhlase jako moderátor a redaktor (na stanici Radiožurnál).
Od roku 1994 až do dubna 2005 pracoval v TV Prima (v letech 1997 až 2001 zde působil i na pozici šéfredaktora zpravodajství). Následně přešel do České televize, v níž uváděl pořady Hyde Park (leden 2010 až 2014) a Události, komentáře (duben 2014 až červen 2018 a 2023) a od konce června 2018 uváděl pořad Interview ČT24.